# Fairey Aviation Company
Фейрі Евіейшн Кампані (англ. Fairey Aviation Company) — британська компанія, виробник літальних апаратів, чиї промислові потужності розташовувалися в Хейзі, Міддлсекс, Хітон Чепел та Рінгвей. Компанія була створена в 1916 році Чарльзом Фейрі. Здобула всесвітню відомість завдяки розробці та випуску таких літаків, як Fairey Swordfish, Fairey Fulmar, Fairey Firefly, Fairey Gannet які перебували на озброєнні Королівських ПС та авіації Королівського ВМФ Великої Британії.
Після Другої світової війни компанія зосередилася на випуску продукції машинобудування та човнобудування. Авіабудівні потужності в 1960 році були придбані Westland Aircraft.

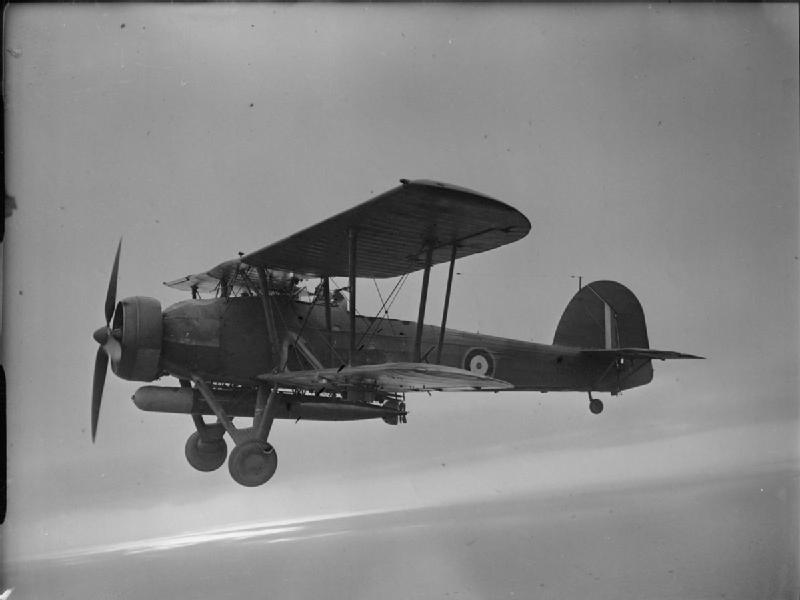
Fairey Swordfish

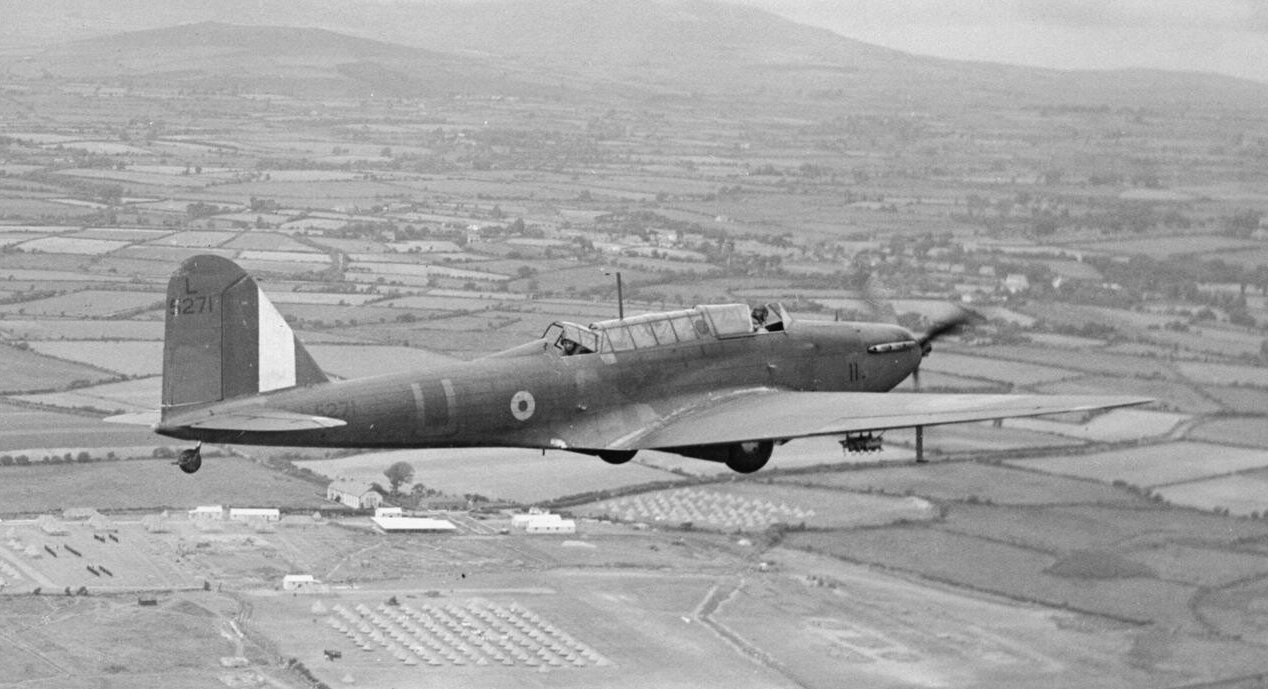
Fairey Battle

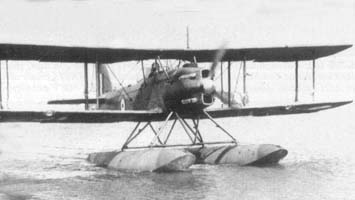
Fairey Seafox

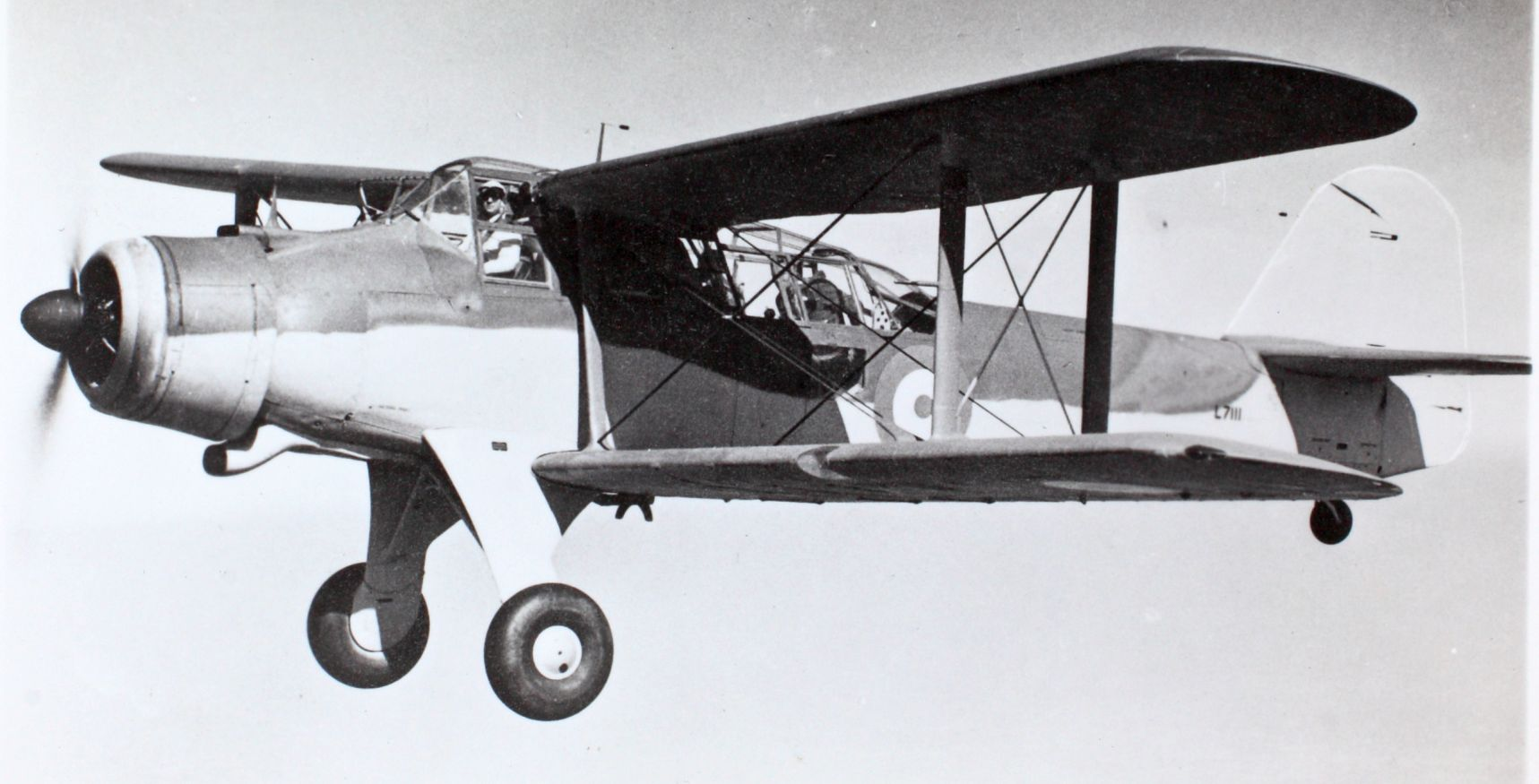
Fairey Albacore

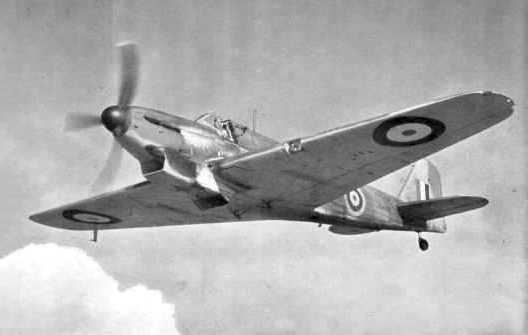
Fairey Fulmar

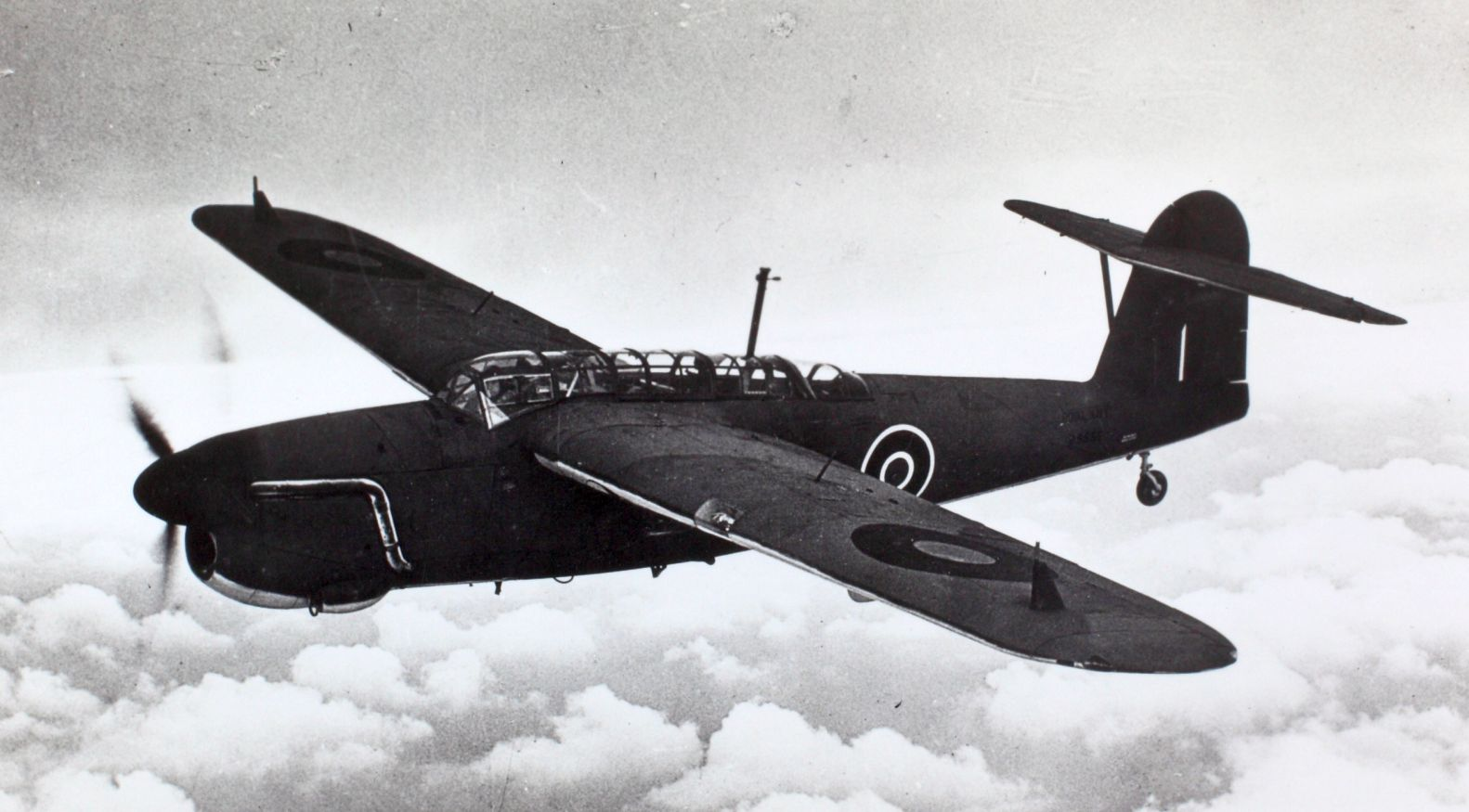
Fairey Barracuda

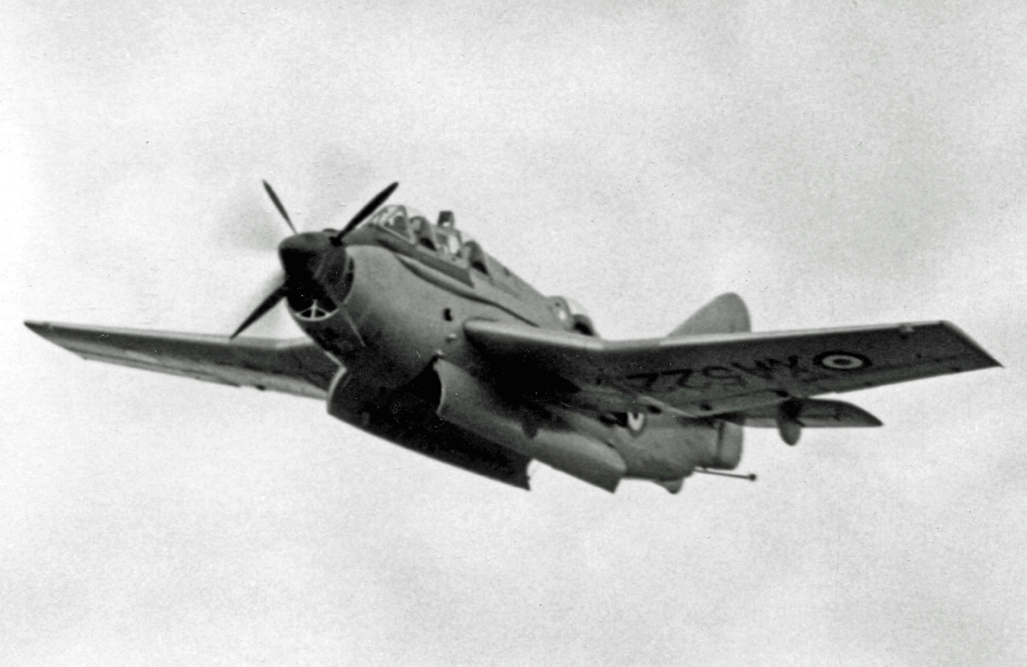
Fairey Gannet

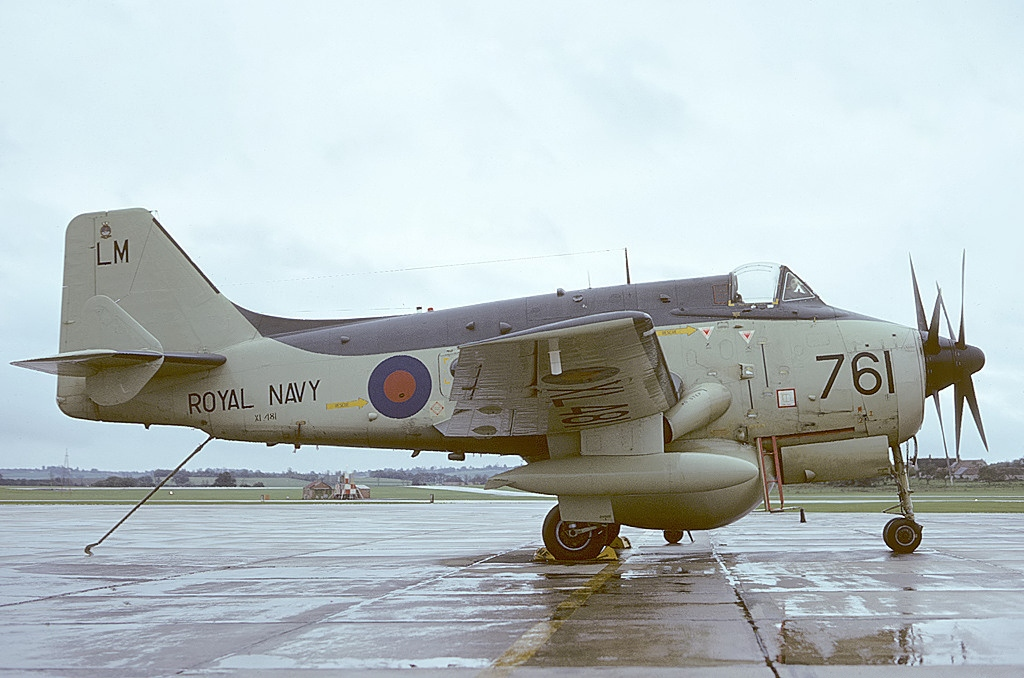
Fairey Gannet AEW.3

## Продукція компанії «Фейрі Евіейшн Кампані»

### Літаки
| Літак                       | Перший політ | К-сть побудовано | Тип літака                                             |
| --------------------------- | ------------ | ---------------- | ------------------------------------------------------ |
| Fairey Hamble Baby          | 1917         | 180              | палубний поплавковий гідролітак                        |
| Fairey F.2                  | 1917         | 1                | біплан-винищувач                                       |
| Fairey Campania             | 1917         | 62               | палубний патрульний та розвідувальний літак            |
| Fairey III                  | 1918         | 964              | розвідувальний літак                                   |
| Fairey N.9                  | 1917         | 1                | палубний поплавковий гідролітак                        |
| Fairey Pintail              | 1920         | 6                | поплавковий гідролітак-винищувач                       |
| Fairey Flycatcher           | 1922         | 196              | палубний винищувач                                     |
| Fairey N.4                  | 1923         | 3                | розвідувальний літаючий човен далекої дії              |
| Fairey Fawn                 | 1923         | 75               | легкий бомбардувальник                                 |
| Fairey Firefly I            | 1925         | 1                | винищувач                                              |
| Fairey Fremantle            | 1924         | 1                | гідроплан далекої дії                                  |
| Fairey Ferret               | 1925         | 3                | багатоцільовий біплан                                  |
| Fairey Fox                  | 1925         | 236              | легкий бомбардувальник та винищувач                    |
| Fairey Long-range Monoplane | 1928         | 2                | експериментальний літак                                |
| Fairey Firefly IIM          | 1929         | 91               | винищувач                                              |
| Fairey Fleetwing            | 1929         | 1                | флотський літак-розвідник                              |
| Fairey Seal                 | 1930         | 91               | палубний розвідувальний літак                          |
| Fairey Gordon               | 1931         | 186              | легкий бомбардувальник                                 |
| Fairey G.4/31               | 1934         | 1                | багатоцільовий літак                                   |
| Fairey S.9/30               | 1934         | 1                | флотський літак-розвідник                              |
| Fairey Swordfish            | 1934         | 2391             | торпедоносець                                          |
| Fairey Fantôme              | 1935         | 4                | винищувач                                              |
| Fairey Hendon               | 1936         | 15               | важкий нічний винищувач                                |
| Fairey Battle               | 1936         | 2185             | легкий бомбардувальник                                 |
| Fairey Seafox               | 1936         | 66               | палубний розвідувальний поплавковий гідролітак         |
| Fairey P.4/34               | 1937         | 2                | легкий бомбардувальник                                 |
| Fairey Fulmar               | 1940         | 600              | палубний винищувач                                     |
| Fairey Albacore             | 1940         | 800              | торпедоносець                                          |
| Fairey Barracuda            | 1940         | 2 607            | палубний торпедоносець/пікіруючий бомбардувальник      |
| Fairey Firefly              | 1941         | 1 702            | палубний винищувач/протичовновий літак                 |
| Fairey Spearfish            | 1945         | 5                | торпедоносець/пікіруючий бомбардувальник               |
| Fairey Primer               | 1938         | 3                | навчально-тренувальний літак                           |
| Fairey Gannet               | 1949         | 348              | палубний протичовновий літак                           |
| Fairey Gannet AEW.3         | 1958         | 44               | палубний літак дальнього радіолокаційного стеження     |
| Fairey Delta 1              | 1951         | 1                | експериментальний літак з трикутним крилом             |
| Fairey Delta 2              | 1954         | 2                | експериментальний надзвуковий літак з трикутним крилом |

### Гвинтокрили та вертольоти
| Літак                         | Перший політ | К-сть побудовано | Тип літака                                  |
| ----------------------------- | ------------ | ---------------- | ------------------------------------------- |
| Fairey FB-1 Gyrodyne          | 1947         | 2                | експериментальний гвинтокрил                |
| Fairey Jet Gyrodyne           | 1954         | 1                | експериментальний гвинтокрил                |
| Fairey Ultra-light Helicopter | 1955         | 6                | легкий армійський вертоліт                  |
| Fairey Rotodyne               | 1957         | 1                | експериментальний багатоцільовий гвинтокрил |

Позначення

### Авіаційні двигуни
- Curtiss D-12 (ліцензійна збірка)
- Fairey Prince (V-12)
- Fairey Prince (H-16)
- Fairey Monarch